# Provincia de Maputo
La provincia de Maputo, al sur de Mozambique 22.693 km² y una población de 1 968 906 habitantes en 2017. Su capital es la ciudad de Matola, a 10 km de Maputo.

## Distritos con población en agosto de 2017

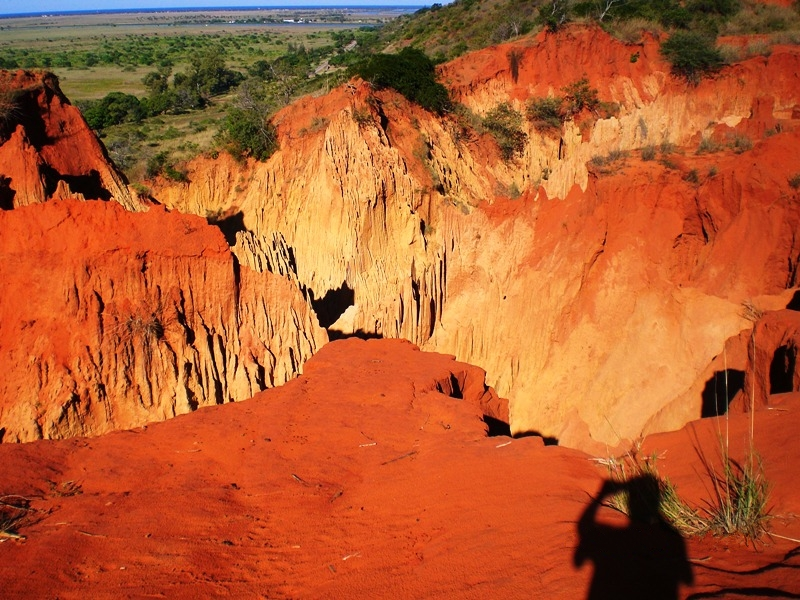
Marracuene, Provincia de Maputo

- Boane 210,498
- Magude 63,691
- Manhiça 208,466
- Marracuene 230,530
- Matola 1,616,267
- Matutuíne 44,834
- Moamba 83,879
- Namaacha 48,933

## División administrativa
Está dividida en los distritos de:
- Boane:
  - Boane, sede.
  - Matola Río
- Magude:
  - Magude, sede.
  - Mapulanguene
  - Motaze
  - Mahele
  - Panjane
- Mañisa (Manhiça):
  - Mañisa, sede.
  - Calanga
  - Isla de Josina Machel
  - Maluana
  - Xinavane
  - 3 de Febrero
- Marracuene:
  - Marracuene, sede.
  - Machubo
- Missevene:
  - Missevene, sede Missevene-Bela Vista
  - Catembe-Nsime
  - Catuane
  - Macangulo
- Moamba:
  - Moamba, sede.
  - Pessene
  - Ressano García
  - Sábiè
- Namaacha:
  - Namaacha, sede.
  - Changalane

Comprende a su vez los municipios de:
- Matola (Ciudad Salazar)
- Manhiça